# NGC 7270

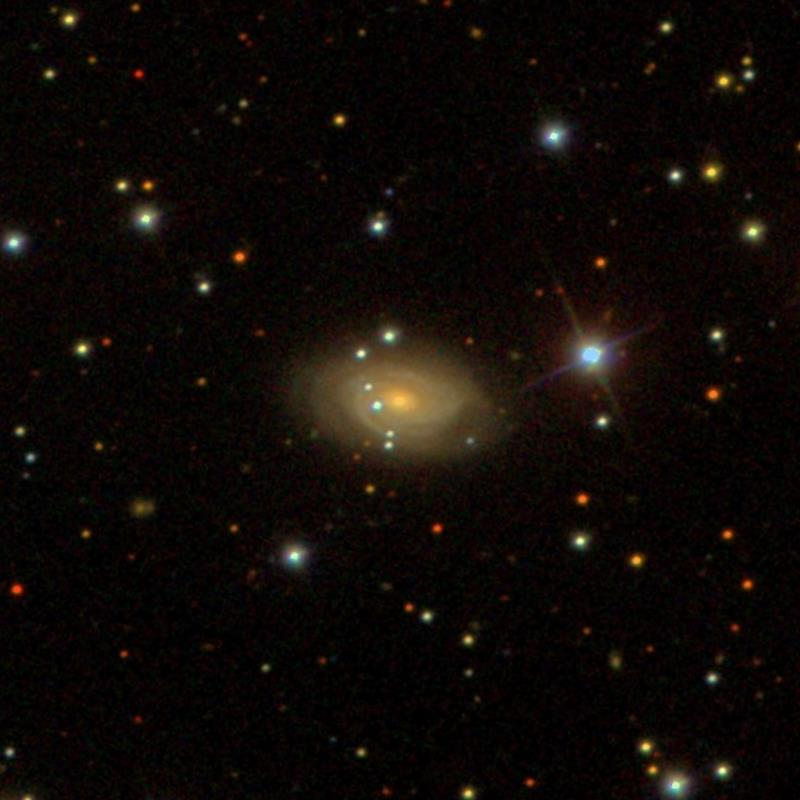

NGC 7270 é uma galáxia espiral (Sc) localizada na direcção da constelação de Pegasus. Possui uma declinação de +32° 24' 11" e uma ascensão recta de 22 horas, 23 minutos e 47,5 segundos.
A galáxia NGC 7270 foi descoberta em 9 de Setembro de 1863 por Albert Marth.